# Connecticut Open 2017
Connecticut Open 2017, oficiálně se jménem sponzora Connecticut Open presented by United Technologies 2017, byl profesionální tenisový turnaj pořádaný jako součást ženského okruhu WTA Tour, který se odehrával na otevřených dvorcích s tvrdým povrchem v areálu Cullman-Heyman Tennis Center. Konal se mezi 20. až 26. srpnem 2017 v americkém New Havenu, ležícím v Connecticutu, jako čtyřicátý devátý ročník turnaje.
Představoval poslední díl ženské části US Open Series 2017, jakožto závěrečné přípravy v týdnu před newyorským grandslamem US Open 2017. Turnaj s rozpočtem 776 000 dolarů patřil do kategorie WTA Premier Tournaments. Do roku 2013 nesla tato událost název New Haven Open at Yale.
Nejvýše nasazenou hráčkou ve dvouhře se stala světová desítka Agnieszka Radwańská z Polska. Jako poslední přímá účastnice do dvouhry nastoupila ruská 43. tenistka žebříčku Julia Putincevová.
Premiérový kariérní titul z dvouhry vybojovala Australanka Darja Gavrilovová. Deblovou část ovládl kanadsko-čínský pár Gabriela Dabrowská a Sü I-fan.

## Distribuce bodů a finančních odměn

### Distribuce bodů
| Soutěž  | vítězky | finalistky | semifinalistky | čtvrtfinalistky | 16 v kole | 32 v kole | Q  | Q3 | Q2 | Q1 |
| ------- | ------- | ---------- | -------------- | --------------- | --------- | --------- | -- | -- | -- | -- |
| dvouhra | 470     | 305        | 185            | 100             | 55        | 1         | 25 | 18 | 13 | 1  |
| čtyřhra | 470     | 305        | 185            | 100             | 1         | —         | —  | —  | —  | —  |

### Finanční odměny
| Soutěž                              | vítězky  | finalistky | semifinalistky | čtvrtfinalistky | 16 v kole | 32 v kole | Q3     | Q2     | Q1   |
| ----------------------------------- | -------- | ---------- | -------------- | --------------- | --------- | --------- | ------ | ------ | ---- |
| dvouhra                             | $132 300 | $71 090    | $37 322        | $20 085         | $10 690   | $5 915    | $2 440 | $1 114 | $700 |
| čtyřhra                             | $41 588  | $22 180    | $12 120        | $6 165          | $3 340    | —         | —      | —      | —    |
| částka ve čtyřhře je uvedena na pár |          |            |                |                 |           |           |        |        |      |

## Ženská dvouhra

### Nasazení
| Stát                          | Hráčka                     | WTA | Nasazení |
| ----------------------------- | -------------------------- | --- | -------- |
| Polsko                        | Agnieszka Radwańská        | 10. | 1.       |
| Slovensko                     | Dominika Cibulková         | 11. | 2.       |
| Česko                         | Petra Kvitová              | 13. | 3.       |
| Francie                       | Kristina Mladenovicová     | 14. | 4.       |
| Rusko                         | Jelena Vesninová           | 18. | 5.       |
| Rusko                         | Anastasija Pavljučenkovová | 20. | 6.       |
| Česko                         | Barbora Strýcová           | 23. | 7.       |
| Čína                          | Pcheng Šuaj                | 25. | 8.       |
| Žebříček WTA k 14. srpnu 2017 |                            |     |          |

### Jiné formy účasti
Následující hráčky obdržely divokou kartu do hlavní soutěže:
- Eugenie Bouchardová
- Sloane Stephensová (poraněné zápěstí)

Následující hráčky postoupily do hlavní soutěže z kvalifikace:
- Ana Bogdanová
- Jana Čepelová
- Kirsten Flipkensová
- Magda Linetteová
- Elise Mertensová
- Kristýna Plíšková

Následující hráčky postoupily do hlavní soutěže jako tzv. šťastné poražené:
- Christina McHaleová

### Odstoupení
před zahájením turnaje
- Timea Bacsinszká → nahradila ji  Alizé Cornetová
- Sloane Stephensová → nahradila ji  Christina McHaleová
- Samantha Stosurová → nahradila ji  Kateřina Siniaková

## Ženská čtyřhra

### Nasazení
| Stát                                                                       | Hráčka                 | Stát      | Hráčka              | WTA | Nasazení |
| -------------------------------------------------------------------------- | ---------------------- | --------- | ------------------- | --- | -------- |
| Indie                                                                      | Sania Mirzaová         | Rumunsko  | Monica Niculescuová | 26. | 1.       |
| Austrálie                                                                  | Ashleigh Bartyová      | Austrálie | Casey Dellacquová   | 30. | 2.       |
| Německo                                                                    | Anna-Lena Grönefeldová | Česko     | Květa Peschkeová    | 40. | 3.       |
| Kanada                                                                     | Gabriela Dabrowská     | Čína      | Sü I-fan            | 48. | 4.       |
| Žebříček WTA k 14. srpnu 2017; číslo je součtem umístění obou členek páru. |                        |           |                     |     |          |

### Jiné formy účasti
Následující páry obdržely divokou kartu do hlavní soutěže:
- Eugenie Bouchardová /  Sloane Stephensová

Následující pár nastoupil do čtyřhry z pozice náhradníka:
- Nicole Melicharová /  Anna Smithová

### Odstoupení
před zahájením turnaje
- Sloane Stephensová

## Přehled finále

### Ženská dvouhra
- Darja Gavrilovová vs.  Dominika Cibulková, 4–6, 6–3, 6–4

### Ženská čtyřhra
- Gabriela Dabrowská /  Sü I-fan vs.  Ashleigh Bartyová /  Casey Dellacquová, 3–6, 6–3, [10–8]